# Маккой Тайнър
Алфред Маккой Тайнър (Alfred McCoy Tyner) е американски джаз пианист.
Роден е във Филаделфия, щата Пенсилвания като първороден син от общо 3 деца. Неговата майка го насърчава да се занимава с музика. Започва да взема уроци по пиано, когато е на 13 години, и за 2 години музиката се превръща в опорна точка в живота му. Сред ранните му източници на влияние е Бъд Пауъл, съгражданин от Филаделфия.
Когато навършва 17 години, приема мюсюлманската религия чрез мюсюлманската общност Ахмадия и променя името си на Сюлейман Сауд.
Познат е особено със сътрудничеството му с квартета на Джон Колтрейн. Винаги оставайки в авангардния джаз, постоянно експериментира с нови музикални стилове като: прогресивен джаз, модален джаз, хард боп и т.н. Освен това посвещава няколко албума на афро-кубинската музика.